# Stenodynerus bicolor
Stenodynerus bicolor är en stekelart som beskrevs av Giordani Soika 1995. Stenodynerus bicolor ingår i släktet smalgetingar, och familjen Eumenidae. Inga underarter finns listade i Catalogue of Life.